# 루이자 크로즈
루이자 크라우스(Louisa Krause, 1986년 5월 20일 ~ )는 미국의 배우이다.

## 출연 작품

### 영화
- 스킨 (2018) - 에이프릴 역
- 다크 워터스 (2019)